# Tony, Shelly et la lumière magique
 (janvier 2025).
Si vous disposez d'ouvrages ou d'articles de référence ou si vous connaissez des sites web de qualité traitant du thème abordé ici, merci de compléter l'article en donnant les références utiles à sa vérifiabilité et en les liant à la section « Notes et références ».
Pour plus de détails, voir Fiche technique et Distribution.
Tony, Shelly et la lumière magique (Tony, Shelly and the Magic Light) est un film d'animation hongrois, tchèque et slovaque réalisé par Filip Pošivač et sorti en 2023.

## Fiche technique
- Titre original : Tony, Shelly and the Magic Light
- Réalisation : Filip Pošivač[1]
- Scénario : Jana Šrámková
- Animation : Barbora Valecká, Marek Jasaň, Tomáš Červený et Károly Papp
- Décors :
- Montage : Marek Kráľovský
- Musique : Ádám Balázs
- Production : Jakub Viktorin, Pavla Janouskova Kubeckova et Gábor Osváth
- Société de production : Nutprodukcia, Filmfabriq KFT
- Société de distribution : Continental Film
- Pays de production :  Hongrie,  Tchéquie et  Slovaquie
- Langue originale : tchèque
- Format : couleur — 2,35:1
- Genre : Animation
- Durée : 80 minutes
- Dates de sortie :
  - France : 13 juin 2023 (Festival international du film d'animation d'Annecy 2023)